# T 23 (Schiff)
T 23 war ein Flottentorpedoboot der Kriegsmarine im Zweiten Weltkrieg. Es wurde als zweites Boot dieser Klasse im Sommer 1942 in Dienst gestellt und dann nach Westfrankreich verlegt. Am 23. Oktober 1943 versenkte T 23 mit dem Schwesterboot T 27 bei der Sicherung eines deutschen Geleits vor der nordbretonischen Küste den britischen Kreuzer Charybdis durch mehrere Torpedotreffer. Ende 1943 überstand T 23 ein Gefecht von fünf deutschen Zerstörern und sechs Flottentorpedobooten gegen zwei britische Leichte Kreuzer, wobei ein Zerstörer und zwei Torpedoboote verloren gingen.
Ab August 1944 bis zum Kriegsende war T 23 in der Ostsee an den Rückzugskämpfen der Wehrmacht beteiligt. Dabei überstand das Boot unbeschädigt zwei Vorstöße im Finnischen Meerbusen, bei denen fünf beteiligte Einheiten unter großen Personalverlusten sanken.
Nach Kriegsende wurde T 23 über Großbritannien als Kriegsbeute an Frankreich ausgeliefert und wurde dann als L’Alsacien ab 1949 bis 1955 mit dem Schwesterboot Le Lorrain (ex T 28) von der französischen Marine eingesetzt.

## Baugeschichte
T 23 war das zweite Boot vom Typ „Flottentorpedoboot 1939“. Die Boote wurden wegen ihrer Größe und der einzigen Bauwerft von den Briten als „Elbing destroyer“ bezeichnet. Die ersten nach dem Ersten Weltkrieg in Deutschland gebauten Torpedoboote waren die nach den Bestimmungen des Versailler Vertrages gebauten zwölf Boote der Raubtier- und Raubvogel-Klasse, die in den 1920er Jahren für die Reichsmarine entstanden. Offiziell hatten sie eine Verdrängung von 800 ts, tatsächlich aber von über 900 ts, und waren mit drei 10,5-cm-Kanonen bewaffnet. Zehn Jahre später begannen umfangreichere Bauprogramme der Kriegsmarine, die auch weitere Torpedoboote der Klassen „1935“ (T 1 bis T 12) und „1937“ (T 13 bis T 21) umfassten. Diese Boote sollten mit ihrer Standardverdrängung unter die 600-ts-Grenze fallen, wodurch ihre Tonnage bei den damals geltenden Rüstungsabkommen nicht zur Anrechnung kam. Tatsächlich verdrängten aber auch diese Boote mehr als 800 ts. Mit sechs Torpedorohren und nur einem 10,5-cm-Geschütz waren sie vorrangig Torpedoträger und entsprachen nicht den später an sie gestellten Anforderungen. Die Kriegsmarine verzichtete daher auf den Bau weiterer Boote diese Art und entwickelte das wesentlich größere „Flottentorpedoboot 1939“. Waren vom Typ 1935 noch je sechs Boote bei der Deschimag in Bremen und bei den Schichau-Werken entstanden, baute Schichau in Elbing alle neun Boote vom Typ 1937 und auch alle Flottentorpedoboote.
Bei der Auftragsvergabe spielten dann die Flottenverträge keine Rolle mehr und die endgültige Konstruktion hatte eine Typverdrängung von 1294 ts bzw. eine Einsatzverdrängung von 1755 ts, eine international durchaus übliche Zerstörergröße. Die Boote waren eine Weiterentwicklung der bisherigen Torpedoboote als Glattdecker mit dem ausgeprägten Sichelbug, starkem Deckssprung und Knickspanten im Vorschiff von der Achterkante der Brücke bis etwa zu den Ankerklüsen. Die Aufbauten unterschieden sich von den Zerstörern durch den über die gesamte Decksbreite reichenden, weit vorne liegenden Aufbau mit Brücke. Die Artilleriebewaffnung umfasste vier 10,5-cm-Geschütze: eines am Bug, das zweite zwischen den weit auseinanderstehenden Schornsteinen und zwei weitere am Heck. Die Flugabwehr-Bewaffnung entsprach fast den Zerstörern. Dazu kamen zwei Drillingstorpedorohrsätze.
Die Antriebsanlage bestand aus zwei Kesseln und direkt dahinter installiertem Turbinensatz unter jedem Schornstein. Die Höchstgeschwindigkeit betrug nur 28 kn im Dauerbetrieb unter Einsatzbedingungen und war damit deutlich langsamer als bei den großen Zerstörern, aber die Boote waren sehr seetüchtig. Zwischen Februar 1942 und Dezember 1944 lieferte die Elbinger Werft fünfzehn Flottentorpedoboote ab.
Die Kiellegung von T 23 erfolgte im August 1940 und am 14. Juni 1941 lief es vom Stapel. Am 14. Juni 1942 wurde das Boot von Kapitänleutnant Friedrich-Karl Paul in Dienst gestellt. Fast gleichzeitig wurden mit T 20 am 5. Juni und T 21 am 11. Juli auch die letzten Torpedoboote vom Typ 1937 noch ausgeliefert.

## Einsatzgeschichte
T 23 wurde für die Ausbildungszeit der 5. Torpedoboots-Flottille zugeteilt. Es folgten Ausbildungs- und Erprobungsfahrten in der Ostsee und Übungen mit der Flotte vor Bornholm. Am 11. November verließ T 23 Gotenhafen, um nach Frankreich zu verlegen. Ab dem 14. November wurde der Marsch gemeinsam mit dem alten Torpedoboot Kondor von Kiel durch den Nord-Ostsee-Kanal fortgesetzt. Am 15. November gegen 2 Uhr morgens kam es zu einem Gefecht mit zwei britischen MTBs, bei dem weder die MTBs noch die Torpedoboote beschädigt wurden. Am 18. November erreichten beide Torpedoboote Le Havre und am 21. November 1942 La Pallice, wo sie auf die bereits dort liegenden Boote der 5. Torpedoboots-Flottille (Raubvogel- und Raubtier-Klasse) trafen. Am 22. November 1942 wechselte der Flottillenchef von T 22 auf T 23.
Als erste Aufgabe sicherten T 23 mit den Torpedobooten Kondor, Falke und T 22 das Auslaufen des italienischen Blockadebrechers Cortellazzo, der von Bordeaux nach Japan laufen wollte. Nachdem die T-Boote das Schiff verlassen hatten, wurde es am 30. November von einem Sunderland-Flugboot entdeckt und am 1. Dezember durch zwei von einem Konvoi detachierte Zerstörer gestellt und versenkt. Bis zum Jahresende folgten weitere Einsätze von T 23 zur Sicherung von deutschen Schiffsbewegungen zwischen La Pallice und Le Verdon an der Girondemündung mit den genannten Torpedobooten sowie T 14, T 17 und T 18.

### Einsätze 1943
Während im Küstenverkehr die Geleite meist erfolgreich waren, führten Einsätze zur Aufnahme von aus dem Atlantik kommenden Schiffen nicht immer zum Erfolg. Der Einsatz von T 23 mit fünf weiteren Torpedobooten am 1. Januar 1943 aus La Pallice in die Biskaya zur Aufnahme der Rhakotis war vergeblich, da der aus Japan kommende Blockadebrecher am gleichen Tag noch westlich von Spanien von einem britischen Kreuzer versenkt wurde. Die sechs Boote kehrten am 2. Januar nach La Pallice zurück. Kleinere Reparaturarbeiten wurden an den Booten auf französischen Werften durchgeführt. Am 1. Februar 1943 wurde T 23 der neu aufgestellten 4. Torpedoboots-Flottille zugeteilt. T 23 verlegte Anfang Mai kurz in den Ärmelkanal, verblieb aber überwiegend an der Biskaya, wo nunmehr auch häufiger heimkehrende U-Boote aufgenommen wurden.
In der Nacht zum 10. April sicherte T 23 mit den Torpedobooten Kondor, T 2, T 5 und T 22 sowie den Zerstörern Z 23, Z 24 und Z 32 einen erneuten Auslaufversuch des italienischen Blockadebrechers Himalaya. Durch teilweise Entschlüsselung des deutschen Funkverkehrs (siehe Ultra) kannten die Briten die deutschen Pläne und griffen den Verband mit Beaufort-Torpedoflugzeugen an. Fünf Flugzeuge wurden von der deutschen Sicherung abgeschossen. Auf Z 24 fielen fünf Mann und 31 wurden verwundet. Der deutsche Verband brach sein Vorhaben ab und kehrte mit der Himalaya am 11. in die Gironde zurück
Anfang Mai 1943 war T 23 von Le Havre aus an drei Minenlegeunternehmungen im Ärmelkanal beteiligt, an denen zum Teil auch T 22, T 2, T 5, T 18 und die Kondor mitwirkten. Eine vierte Operation aus Cherbourg heraus wurde am 13. Mai abgebrochen. Bis Ende Juli führte T 23 verschiedene Reparaturen in Werften in Brest und La Pallice durch. Ab Mitte August nahm das Boot von Brest aus an Flotillenübungen in die Biskaya mit den Schwesterbooten T 22, T 24 und T 25 teil. Über St. Nazaire gingen die Boote nach Nantes, wo die Flottille am 25. August 1943 von Großadmiral Dönitz besichtigt wurde.

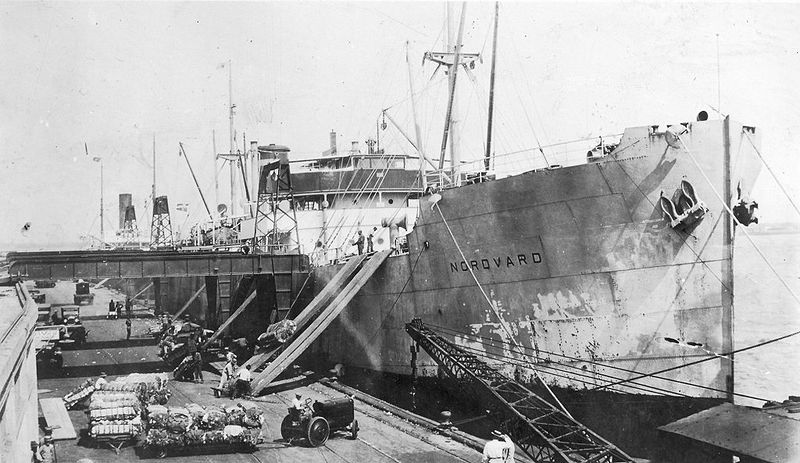
Die Nordvard

Anfang Oktober 1943 wurde die zu einem U-Boot-Versorger (Z-Schiff) umgebaute norwegische Prise Nordvard, gesichert durch sechs Boote der 2. Minensuchflottille, von Nantes durch den Ärmelkanal nach Norwegen verlegt. Am 3. Oktober 1943 lief die 4. T-Flottille unter Korvettenkapitän Franz Kohlauf mit T 23, T 22, T 25 und T 27 aus Brest aus, um die Verlegung im westlichen Kanal zu sichern. Kurz vor Mitternacht kam es bei Les Sept Îles zu einem Gefecht der Torpedoboote mit den britischen Zerstörern Grenville und Ulster, die beide getroffen wurden, sowie den Geleitzerstörern Limbourne (leicht beschädigt), Tanatside und Wensleydale der Hunt-Klasse. Unter den deutschen Booten wurde T 27 getroffen und hatte Verwundete zu beklagen. Die Deutschen liefen am Morgen St. Malo an und sicherten in der folgenden Nacht den Weitermarsch des Z-Schiffes nach Cherbourg.

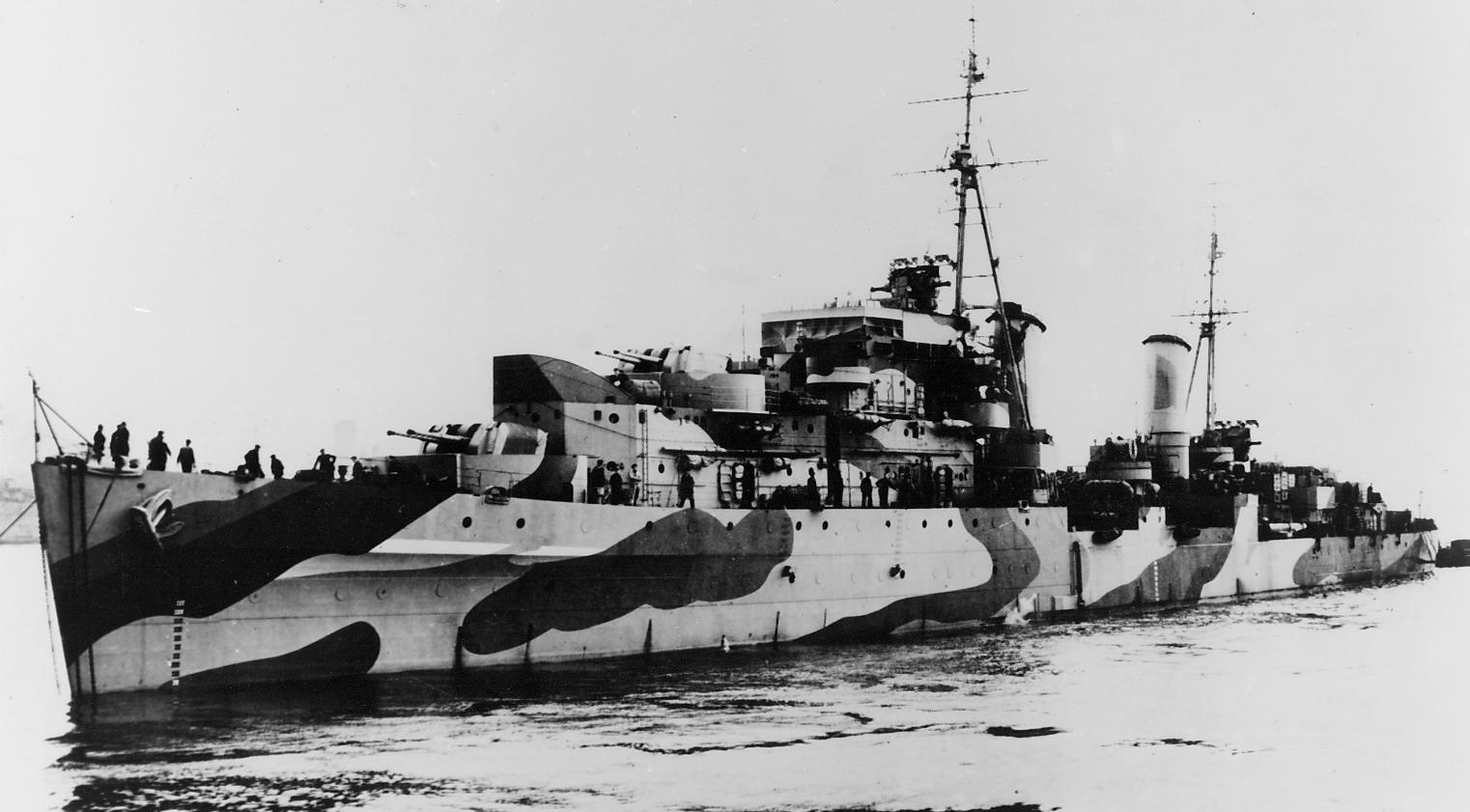
HMS Charybdis

Am 22. Oktober lief die 4. T-Flottille mit T 23, T 26, T 27, T 22 und T 25 erneut zur Fernsicherung eines deutschen Geleits mit dem Blockadebrecher Münsterland aus Brest aus. Gegen den Blockadebrecher setzten die Briten den Kreuzer Charybdis, die Zerstörer Grenville und Rocket sowie die Hunt-Zerstörer Limbourne, Wensleydale, Talybont und Stevenstone aus Plymouth in Marsch. Kurz nach Mitternacht am 23. Oktober orteten T 22 und T 23 erstmals mit ihren Funkmessgeräten die feindliche Einheiten. Der Flottillenchef Kohlauf hielt die britischen Angreifer für überlegen, ließ seine Boote einen Torpedoangriff fahren und dann abdrehen. T 23 setzte Charybdis mit einem Torpedotreffer außer Gefecht; ein weiterer Torpedotreffer von T 27 machte die Rettung des Kreuzers, auf dem 426 Mann ihr Leben ließen, aussichtslos. Dazu versenkte T 22 mit einem Torpedo noch den Geleitzerstörer Limbourne mit weiteren 42 Toten. 107 Mann der Charybdis und 100 Mann der Limbourne konnten von den britischen Booten gerettet werden; die Deutschen griffen die Briten nicht weiter an.
Nach dem Gefecht liefen die Torpedoboote am Vormittag vor St. Malo auf die Reede von Dinard ein. Im Laufe des Tages wurden die Boote dort von britischen Jagdbombern angegriffen, ohne dass sie beschädigt wurden. In der folgenden Nacht waren die Boote wieder als Fernsicherung für die Münsterland im Einsatz, und alle kehrten am 24. Oktober nach Brest zurück.
In der Nacht vom 26. zum 27. November 1943 führte T 23 mit T 22, T 27, Möwe, Kondor und Falke von Le Havre zwei Minenlegeunternehmen im Kanal und vor der bretonischen Küste aus. Auf dem Rückmarsch vom zweiten Einsatz wurden die Boote erfolglos von britischen MTBs angegriffen. In der folgenden Nacht erfolgte ein weiterer Minenlegeeinsatz, und nach drei Nächten Pause erfolgten am späten Abend des 1. und des 2. Dezember zwei weitere Einsätze, wobei T 23 keine Minen übernahm, sondern als Sicherungsboot diente. Nach dem zweiten Einsatz liefen die Boote nach Brest, um von dort am 4. Dezember noch einen weiteren Einsatz als Minenleger durchzuführen.
Im Dezember 1943 wurde auf T 23 ein Naxos-Gerät eingebaut.

### Aufnahme von Blockadebrechern aus Ostasien
Am 23. Dezember lief die 8. Zerstörerflottille unter Kapitän zur See Hans Erdmenger mit Z 27, Z 23, Z 24, Z 32, Z 37 und ZH 1 aus der Gironde-Mündung aus, zu der aus Brest die unterstellte 4. T-Flottille (Korvettenkapitän Kohlauf) mit T 22, T 23, T 24, T 25, T 26 und T 27 stieß, um den aus Ostasien kommenden Blockadebrecher Osorno (Kapitän Hellmann) aufzunehmen („Unternehmen Bernau“). Zusammen marschierten die beiden Flottillen bei schwerer See durch die Biskaya. Obgleich am 24. Dezember seit der Morgendämmerung Sunderland-Flugboote Fühlung mit dem Verband hielten, gelang es Erdmenger, die Osorno mittags aufzunehmen, nachdem noch ein Flugboot abgeschossen werden konnte. Angriffsversuche von Flugzeugen des RAF Coastal Command wurden durch Ju-88-Fernjäger des Fliegerführers Atlantik und die Flak der Schiffe abgewehrt. Beim Einlaufen in die Gironde-Mündung am 26. Dezember riss sich die Osorno am Wrack des Sperrbrechers 21 (ex Nestor) den Rumpf auf und musste aufgesetzt werden, um wenigstens die Ladung von 3944 t Kautschuk, 1826 t Zinn und 180 t Wolframerz zu retten.

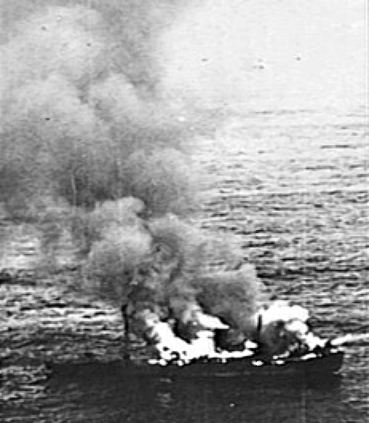
Die brennende Alsterufer

Am 26. Dezember liefen die Torpedoboote wieder in Brest ein, um am 27. wieder auszulaufen und in der äußeren Biskaya den Blockadebrecher Alsterufer einzuholen sowie in die Girondemündung zu geleiten („Unternehmen Trave“). Neben der 4. Torpedoboots-Flottille lief auch die 8. Zerstörerflottille in die Biskaya aus. Am 28. Dezember wurde die Alsterufer jedoch nicht gefunden, da er bereits am Vortag von britischen Flugzeugen versenkt worden war. Gegen 13:00 Uhr entdeckte Z 27 zwei britische Kreuzer. Der schwere Seegang hinderte die deutschen Schiffe im folgenden Gefecht in der Entfaltung ihrer vollen Geschwindigkeit. Auch der Waffeneinsatz der nominell überlegenen deutschen Artillerie (25 × 15-cm- und 24 × 10,5-cm-Kanonen gegenüber 19 × 152-mm- und 13 × 102-mm-Kanonen) war bei den Zerstörern sehr erschwert und bei den Torpedobooten praktisch unmöglich. Im Artilleriegefecht mit den britischen Kreuzern Glasgow und Enterprise sanken T 25 (85 Tote), T 26 (96 Tote) und Z 27 (mit dem Chef der 8. Zerstörerflottille, Erdmenger †, 220 Tote). Mehrfache deutsche Torpedoangriffe blieben erfolglos und nur die Glasgow erlitt einen Artillerietreffer. Die verbleibenden deutschen Boote konnten sich unter Einnebelung vom Gegner lösen und ablaufen. Vom Rest des Verbandes erreichen Z 24, T 23, T 24 und T 27 Brest, Z 32 und Z 37 die Gironde und die nach Süden ausgewichenen Z 23 und T 22 St. Jean-de-Luz. 64 deutsche Seeleute wurden von der Glasgow geborgen, 168 von dem irischen Motorschiff Kerlogue (335 t) gerettet, das über zehn Stunden Überlebende an Bord nahm, von denen noch vier starben. Die nur 43 m lange Kerlogue hatte eine Ladung von Orangen, die das Überleben der Schiffbrüchigen ermöglichten. Der irische Kapitän ignorierte die deutsche Aufforderung, in Brest oder La Rochelle die Schiffbrüchigen an Land zu geben, folgte aber auch nicht britischen Funkbefehlen, Fishguard anzulaufen. Er erreichte sein geplantes Ziel Cobh am 1. Januar 1944. Sechs Schiffbrüchige retteten spanische Zerstörer, die deutschen U-Boote U 505 und U 618 retteten 34 bzw. 21 Überlebende. Nach dem Gefecht liefen die Glasgow und die Enterprise nach Plymouth, wo sie trotz einiger deutscher Luftangriffe mit Gleitbomben am 29. Dezember unbeschädigt einliefen.

### Einsätze 1944
Am 23. Januar 1944 wurden T 22 und T 23 der 5. Torpedoboots-Flottille zugeteilt und verlegten dann mit der Kondor, der Möwe und der Greif von Brest nach Cherbourg und von dort weiter nach Le Havre. Von dort war T 23 ab dem 28. Januar mit den anderen Booten der Flottille an der Verlegung von drei Minensperren im Kanal beteiligt, um dann über Dünkirchen und Hoek van Holland bis zum 2. Februar nach Cuxhaven zu verlegen.
Während T 22 zur Überholung weiter nach Danzig lief, traf T 23 am 15. Februar 1944 bei der Deschimag-Werft in Bremen zur Werftaufenthalt ein. Mitte Juni 1944 verlegte das instandgesetzte Boot in die Ostsee und führte von Gotenhafen verschiedene Testfahrten durch und bildete die neu zusammengefügte Besatzung weiter aus.
Im August 1944 wurde das Boot der 6. Torpedoboots-Flottille unter Korvettenkapitän Rudolf Koppenhagen in Reval, heute Tallinn zugeteilt, welche die deutschen Minensperren im Finnischen Meerbusen verstärkte. Ein Einsatz am 17./18. August 1944 endete in einer Katastrophe. Beim Versuch die „Seeigel“-Sperre in der Narwabucht zu verstärken, geriet die Flottille in eine deutsche Minensperre: T 22, T 30 und T 32 sanken bei 59° 42′ N, 27° 44′ O und nur T 23 erreichte nach dieser Fahrt Helsinki. Rettungseinheiten der 9. Sicherungs-Division konnten noch 141 Schiffbrüchige retten, aber fast 400 Mann starben auf den gesunkenen Booten oder gerieten in sowjetische Gefangenschaft.
Am 14. September liefen T 23, T 28 und die Zerstörer Z 25, Z 28 und Z 36 nochmals in den Finnischen Meerbusen und erreichten am 15. September Reval. Am 18. September verließen T 23 und T 28 zusammen mit den Minenschiffen Brummer und Linz Reval und liefen nach Baltischport und von dort am 19. September in den Finnischen Meerbusen zum Werfen einer weiteren Minensperre. Am 20. September kehrten die Torpedoboote nach Reval zurück und luden weitere Minen und liefen am Abend zusammen mit M 18 und M 29 nach Baltischport aus. Von dort verlegten sie zusammen mit den beiden Minenschiffen eine weitere Minensperre („Nilhorn II“) im Finnischen Meerbusen. Am 21. September liefen die beiden Torpedoboote nochmals Reval an, dessen Räumung an diesem Tag bereits in vollem Gang war. Bis zum späten Abend waren die Boote an der Abwehr sowjetischer Fliegerangriffe beteiligt. Am Folgetag geleiteten sie nach der Sprengung der wichtigsten Hafenanlagen die letzten deutschen Transporter und Marinefährprähme von Reval nach Gotenhafen. Dabei wehrten die beiden Torpedoboote wiederum mehrere sowjetische Luftangriffe ab.
Als die deutschen Truppen auf den baltischen Inseln die sowjetischen Kräfte nicht aufhalten konnten und sich bis zum 20. Oktober auf die Halbinsel Sworbe zurückzogen („Unternehmen Aster“), konnte die Lage an Land durch das Eingreifen der Kampfgruppe unter Vizeadmiral Thiele kurzzeitig stabilisiert werden. Am 22. Oktober kamen auch T 23 und T 28 bei Sworbe als Artillerieunterstützer von See zum Einsatz.
Die 6. Zerstörerflottille unter Kapitän zur See Friedrich Kothe versuchte am 11./12. Dezember 1944 mit Z 35, Z 36, Z 43 sowie T 23 und T 28, die Minenlegeunternehmung „Nil“ vor Reval durchzuführen. Wegen des sehr schlechten Wetters waren die genauen Standortbestimmungen auf dem Marsch nicht möglich, Kothe brach aber die Unternehmung nicht ab. Beim Endanlauf zum Minenwurf gerieten Z 35 und Z 36 auf deutsche Minen (wahrscheinlich der „Nilhorn“-Einsätze von Mitte September) und sanken nordöstlich von Reval auf 59° 34′ N, 24° 49′ O. Nur 87 Besatzungsangehörige überlebten, mehr als 540 starben. 67 Überlebende wurden auf Rettungsflößen in Finnland angetrieben und dann gemäß der Waffenstillstandsvereinbarungen der Sowjetunion als Kriegsgefangene ausgeliefert. Sowjetische Schnellboote bargen auch einige Überlebende von Z 35. Nach dem Verlust der beiden Zerstörer brachen die beiden Torpedoboote mit dem verbliebenen Zerstörer den Einsatz mit ihrer Minenladung ab.

### Einsätze 1945
Am 29. und 30. Januar 1945 kam T 23 mit den Schwesterbooten T 33 und T 35 bei der Kampfgruppe 2 unter Vizeadmiral Thiele auf dem Schweren Kreuzer Prinz Eugen mit den Zerstörern Z 25 und Paul Jacobi sowie den Torpedobooten T 1 und T 12 zur Unterstützung des Heeres in Ostpreußen zum Einsatz. Die Kampfgruppe beschoss Landziele vor den deutschen Angriffsspitzen, die aus dem Brückenkopf Cranz nach Südwesten vorrückten, um die Landverbindung Pillau-Königsberg wiederherzustellen. Vom 2. bis zum 5. Februar stand T 23 vor Samland mit T 35 und T 36 und dem Schweren Kreuzer Admiral Scheer auf See in Bereitschaft, um die Versuche des deutschen Heeres zur Bildung einer durchgehenden Frontlinie zu unterstützen. Am 9. und 10. Februar wurde die Admiral Scheer dann mit Z 34, T 23, T 28 und T 36 gegen sowjetische Angreifer auf die deutsche 4. Armee eingesetzt. Weitere Einsätze von T 23 erfolgten vom 18. bis 19. und am 23. Februar vor der Südküste Samlands, als es schließlich noch einmal gelang, eine Verbindung nach Königsberg herzustellen.

## Letzte Einsätze
Die nach dem Inkrafttreten der Kapitulation in Nordwestdeutschland und Dänemark außerhalb der deutschen und dänischen Hoheitsgewässer befindlichen Frachter Linz, Ceuta, Pompeji, der Hilfskreuzer Hansa, die Zerstörer Hans Lody, Friedrich Ihn, Theodor Riedel und Z 25 sowie die T-Boote T 17, T 19, T 23, T 28 und T 35 liefen am 5. Mai 1945 nach Hela und schifften dort zusammen mit kleineren Booten Soldaten und Flüchtlinge ein. Nach der Abwehr sowjetischer Torpedokutterangriffe vor Kolberg trafen die Schiffe am 6. Mai vor Kopenhagen ein, wo die schnellen Kriegsschiffe auf der Reede entladen wurden, um nochmals auslaufen zu können. Zusammen mit den von Swinemünde gekommenen Zerstörern Z 38, Z 39 sowie der T 33 liefen Karl Galster, Friedrich Ihn, Hans Lody, Theodor Riedel, Z 25, T 17, T 19, T 23 und T 28 nochmals am 7. Mai Hela an und nahmen bis zum Morgen des 8. Mai vor dem Eintreten der Waffenruhe weitere Soldaten und Flüchtlinge an Bord, die am 9./10. Mai 1945 in Schleswig-Holstein ausgeschifft wurden.

## Kommandanten
| 14. Juni 1942 bis November 1943  | Korvettenkapitän Friedrich-Karl Paul     | 1909–1998 |
| 3. November 1943 bis 8. Mai 1945 | Kapitänleutnant Werner-Friedrich Weinlig | 1912–1979 |

## Nachkriegsverwendung
Nach einigen Instandsetzungsarbeiten noch in Deutschland wurde T 23 im Januar 1946 als Kriegsbeute nach England und dann im Februar 1946 nach Cherbourg verlegt. Am 4. Februar 1946 wurde das Boot von der französischen Marine als L’Alsacien in Dienst gestellt, gleichzeitig mit dem Schwesterboot Le Lorrain (ex T 28). Anders als die gleichzeitig übernommenen vier Kriegsmarine-Zerstörer wurden die beiden Torpedoboote vorerst in der Reserve behalten. 1948 wurden die Boote durch den Ausbau der deutschen leichten Flugabwehrgeschütze und den Einbau von 40-mm-Bofors-Geschützen geringfügig modernisiert.
1949 kamen die beiden Boote im Mittelmeer bei der französischen Flugzeugträgergruppe in den aktiven Dienst. 1950 änderte sich die Kennung der L’Alsacien von T07 in D604 und sie diente nun bei der Erprobungsgruppe für U-Boot-Abwehrwaffen.
Das Boot wurde am 3. Oktober 1952 in Cherbourg außer Dienst gestellt, als Hulk noch eine Weile weitergenutzt und dann 1955 verschrottet.
Die Le Lorrain (ex T 28) blieb noch bis zum Oktober 1955 im Dienst der französischen Marine und wurde nach der Nutzung als Hulk erst 1959 verschrottet. Von 1947 bis 1955 verfügte Frankreich mit der von der US-Navy übernommenen T 35 noch über ein drittes ehemaliges Flottentorpedoboot, das als Ersatzteillager für die aktiven Boote diente.